# Коннор Робертс (футболіст, 1995)
Коннор Робертс (англ. Connor Roberts, нар. 23 вересня 1995, Ніт) — валлійський футболіст, захисник англійського клубу «Бернлі».
Виступав, зокрема, за клуб «Мідлсбро», «Свонсі Сіті» а також національну збірну Уельсу.

## Клубна кар'єра
Народився 23 вересня 1995 року в місті Ніт. Вихованець футбольної школи клубу «Свонсі Сіті». Дорослу футбольну кар'єру розпочав 2015 року в основній команді того ж клубу, в якій того року не взяв участь в жодному матчі.
Своєю грою за цю команду привернув увагу представників тренерського штабу клубу «Йовіл Таун», до складу якого приєднався влітку 2015 року на правах оренди для отримання ігрової практики. Відіграв за команду з Йовіла наступний сезон своєї ігрової кар'єри. Більшість часу, проведеного у складі «Йовіл Таун», був основним гравцем захисту команди.
Влітку 2016 року був орендований клубом «Бристоль Роверс», у складі якого провів наступних пів року. 
Влітку 2017 року знову був орендований, цього разу один сезон захищав кольори клубу «Мідлсбро». Після проведення одного матчу в лізі його оренду було достроково завершено в січні 2018.
До складу клубу після оренди «Свонсі Сіті» повернувся 6 січня 2018 року. Станом на кінець сезону 2020–21 відіграв за валлійську команду 152 матчі в усіх турнірах.

## Виступи за збірні
2014 року дебютував у складі юнацької збірної Уельсу (U-19), загалом на юнацькому рівні взяв участь у 1 іграх.
2016 року залучався до складу молодіжної збірної Уельсу. На молодіжному рівні зіграв у 2 офіційних матчах.
2018 року дебютував в офіційних матчах у складі національної збірної Уельсу.
У травні 2021 Коннора було включено до заявки збірної на чемпіонат Європи 2020.
| Дата       | Місто     | Господарі   | Результат | Гості       | Турнір                               | Голи | Примітки |
| ---------- | --------- | ----------- | --------- | ----------- | ------------------------------------ | ---- | -------- |
| 26-3-2018  | Наньнін   | Уельс       | 0 – 1     | Уругвай     | товариський матч                     | -    | 59'      |
| 28-5-2018  | Пасадена  | Мексика     | 0 – 0     | Уельс       | товариський матч                     | -    | 46'      |
| 6-9-2018   | Кардіфф   | Уельс       | 4 – 1     | Ірландія    | Ліга націй УЄФА 2018-2019 - 1-й етап | 1    |          |
| 9-9-2018   | Орхус     | Данія       | 2 – 0     | Уельс       | Ліга націй УЄФА 2018-2019 - 1-й етап | -    | 59'      |
| 11-10-2018 | Кардіфф   | Уельс       | 1 – 4     | Іспанія     | товариський матч                     | -    |          |
| 16-10-2018 | Дублін    | Ірландія    | 0 – 1     | Уельс       | Ліга націй УЄФА 2018-2019 - 1-й етап | -    |          |
| 16-11-2018 | Кардіфф   | Уельс       | 1 – 2     | Данія       | Ліга націй УЄФА 2018-2019 - 1-й етап | -    |          |
| 20-11-2018 | Ельбасан  | Албанія     | 1 – 0     | Уельс       | товариський матч                     | -    | 78'      |
| 24-3-2019  | Кардіфф   | Уельс       | 1 – 0     | Словаччина  | Відбір до ЧЄ 2020                    | -    |          |
| 8-6-2019   | Осієк     | Хорватія    | 2 – 1     | Уельс       | Відбір до ЧЄ 2020                    | -    |          |
| 6-9-2019   | Кардіфф   | Уельс       | 2 – 1     | Азербайджан | Відбір до ЧЄ 2020                    | -    |          |
| 9-9-2019   | Кардіфф   | Уельс       | 1 – 0     | Білорусь    | товариський матч                     | -    |          |
| 10-10-2019 | Трнава    | Словаччина  | 1 – 1     | Уельс       | Відбір до ЧЄ 2020                    | -    |          |
| 13-10-2019 | Кардіфф   | Уельс       | 1 – 1     | Хорватія    | Відбір до ЧЄ 2020                    | -    |          |
| 16-11-2019 | Баку      | Азербайджан | 0 – 2     | Уельс       | Відбір до ЧЄ 2020                    | -    |          |
| 19-11-2019 | Кардіфф   | Уельс       | 2 – 0     | Угорщина    | Відбір до ЧЄ 2020                    | -    |          |
| 3-9-2020   | Гельсінкі | Фінляндія   | 0 – 1     | Уельс       | Ліга націй УЄФА 2020-2021 - 1-й етап | -    | 69'      |
| 6-9-2020   | Кардіфф   | Уельс       | 1 – 0     | Болгарія    | Ліга націй УЄФА 2020-2021 - 1-й етап | -    | 65'      |
| 8-10-2020  | Лондон    | Англія      | 3 – 0     | Уельс       | товариський матч                     | -    | 42' 73'  |
| 11-10-2020 | Дублін    | Ірландія    | 0 – 0     | Уельс       | Ліга націй УЄФА 2020-2021 - 1-й етап | -    |          |
| 12-11-2020 | Кардіфф   | Уельс       | 0 – 0     | США         | товариський матч                     | -    |          |
| 18-11-2020 | Кардіфф   | Уельс       | 3 – 1     | Фінляндія   | Ліга націй УЄФА 2020-2021 - 1-й етап | -    |          |
| 24-3-2021  | Левен     | Бельгія     | 3 – 1     | Уельс       | Відбір до ЧС 2022                    | -    |          |
| 27-3-2021  | Кардіфф   | Уельс       | 1 – 0     | Мексика     | товариський матч                     | -    | 86'      |
| 30-3-2021  | Кардіфф   | Уельс       | 1 – 0     | Чехія       | Відбір до ЧС 2022                    | -    | 48', 77' |
| 2-6-2021   | Ніцца     | Франція     | 3 – 0     | Уельс       | товариський матч                     | -    |          |
| Усього     |           | Матчів      | 26        |             | Голів                                | 1    |          |